# Harry William Hugh Armytage
Harry William Hugh Armytage (* 1890; † 1967) war ein britischer Artillerieoffizier und erster Hamburger Stadtkommandant nach dem Zweiten Weltkrieg.

## Leben
Armytage diente 1912/1913 zunächst als Soldat in Indien und kämpfte anschließend im Ersten Weltkrieg in Belgien und Frankreich gegen Deutschland. Dort ausgezeichnet mit dem Military Cross, wurde er am 3. August 1939 zum Colonel (Oberst) befördert. Während des Zweiten Weltkriegs war Armytage anfangs als Rekrutenausbilder in Großbritannien eingesetzt. Obwohl er Anfang 1945 mit 55 Jahren das Pensionsalter erreicht hatte, ließ sich Armytage erneut auf die active list setzen und war im Stab der 2. Britischen Armee für mehrere Detachments zuständig. Ende April war er an der Befreiung des deutschen Kriegsgefangenenlagers Sandbostel („Stalag X B“) beteiligt und dort für die Versorgung der befreiten alliierten Kriegsgefangenen zuständig.
Am 10. Mai 1945 – eine Woche nach Besetzung der Stadt – trat Armytage sein Amt als Stadtkommandant von Hamburg an. Innerhalb von 24 Stunden veranlasste er die Entlassung des amtierenden NS-Senats unter Carl Vincent Krogmann; mehrere Senatoren einschließlich Krogmann selbst wurden sofort verhaftet. Lediglich Sozialsenator Oskar Martini und Finanzsenator Bernhard Velthuysen blieben noch für eine Übergangszeit im Amt. Vier Tage später, am 15. Mai, wurde der parteilose Kaufmann Rudolf Petersen als neuer Erster Bürgermeister eingesetzt. 
Armytage blieb bis zum 19. August 1946 im Amt und wurde kurz zuvor zum Brigadier befördert. Nach der Ernennung seines Nachfolgers Henry Vaughan Berry (1891–1979) blieb Armytage noch bis in den Spätherbst 1946 hinein dessen Stellvertreter. Anschließend ging er als stellvertretender Verwaltungschef zum britischen Advanced Headquarters nach Berlin und kümmerte sich von dort aus ab Anfang 1947 um die Umsetzung des Hamburg projects. 
Nach seiner Pensionierung Ende 1948 wechselte Armytage in ein leitendes Amt der Lloyds Bank Ltd. nach London und verlebte seine letzten Jahre in Somerset.